# Ophiuche perna
Ophiuche perna là một loài bướm đêm trong họ Erebidae.